# Макаров, Никита Николаевич
Макаров, Никита Николаевич — российский художник, член Московского союза художников (2008) и Союза художников России (2010). Член-корреспондент Российской академии художеств (2010).

## Биография
Родился 2 мая 1980 года в Москве в семье художников. Правнук выдающегося русского советского писателя, лауреата Сталинской премии, депутата Верховного совета СССР Леонида Леонова. Окончил Московское государственное академическое художественное училище памяти 1905 года, затем — Московский художественный институт имени В. И. Сурикова, в мастерской монументальной живописи академика Е. Н. Максимова (2008). С 2005 года принимает активное участие в художественных выставках. В 2006 году Макаров принят в члены международного союза дизайнеров. Член-корреспондент Российской академии художеств (с 2010 года). Член Союза Художников Российской Федерации (с 2010 года). Член Московского Союза Художников (с 2008 года).
Среди известных произведений необходимо выделить: «Венеция Высокая Вода», «Венский снег. Фиакры», «Зимнее солнце. Бельведер», «Сады Мирабеллы», «Римская элегия», живописные серии «Мемуары зимы», «Свадебные прогулки», «Бесконечность парков».
Живёт и работает в Москве.

## Персональные выставки
- «АРТ- МАНЕЖ 2008». X Международная художественная ярмарка (Центрально-выставочный зал «Манеж»), Москва (2008)
- «Баркаролла» (Галерея «Вознесение»), Москва (2009)
- «Сентиментальное путешествие» (Галерея «На Чистых прудах»), Москва (2010)
- «Париж — Флоренция» (Галерея Object One), Москва (2010)
- «Видения Адриатики» (Галерея «ARTATLAS»), Москва (2010)
- «Другие берега» (Галерея «ARTATLAS»), Москва (2011)
- «Артесания» Галерея «ARSLONGA», Москва (2012)
- «Игра в Бисер» (Театр Мастерская Петра Фоменко) (2012)
- «История не одного путешествия» (Центр эстетического воспитания «Мусейон» при ГМИИ имени А. С. Пушкина), Москва (2013)[2]
- «География воздуха» (Дом-музей усадьба Муравьёвых-Апостолов), Москва (2015)
- «Прогулка» (Askeri Gallery), Москва (2016)
- «Finis terrae: на краю зачарованного мира» (Московский музей современного искусства), Москва (2017-2018)[3]

## Общественная деятельность
Работал в составе творческой группы художников, выполнявшей росписи Преображенского собора комплекса Храма Христа Спасителя под руководством Е. Н. Максимова (2009—2010)

## Награды
- Стипендиат Министерства культуры Российской Федерации
- Стипендиат Русской Православной Церкви

## Оценки творчества
Художника Никиту Макарова называют русским европейцем. Художник работает вопреки всем тенденциям и представлениям о современном искусстве — его не интересует поиск сакральных смыслов.

Культура небольших вещей, небольших художественных произведений в России ушла. И весь советский и постсоветский период у нас нет живописи малого формата, то есть мы работаем все в крупном жанре, мы привыкли к большим произведениям, особенно если говорить об актуальном искусстве— Никита Макаров.